# Glypta wahli
Glypta wahli là một loài tò vò trong họ Ichneumonidae.